# Klášter Paray-le-Monial
Klášter Paray-le-Monial je benediktinský klášter v obci Paray-le-Monial v Burgundsku ve Francii.
Byl založen roku 973 Lambertem, hrabětem ze Chalonu. Roku 999 byl podřízen klášteru v Cluny a stavba klášterního kostela z počátku 12. století byla inspirována předlohou Cluny III. Původní plán byl pro nedostatek finančních prostředků poněkud okleštěn. Byla vystavěna trojlodní bazilika s mohutnou příčnou lodí a s hlavní věží nad křížením, s věncem kaplí kolem chóru, s poměrně krátkou lodí a s dvěma věžemi a předsíní na západě.
Rozvoj kláštera i přilehlého městečka ustal během náboženských válek v 16. století. Kostel sloužil jako farní kostel a od roku 1873 se stal bazilikou, cílem každoroční náboženské pouti.